# Chris Webber

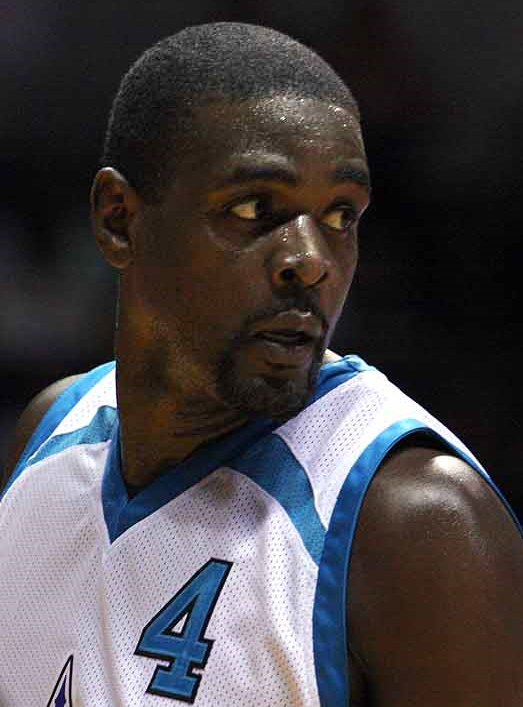
Chris Webber

Mayce Edward Christopher Webber III (Detroit, Michigan, 1 maart 1973), beter bekend als Chris Webber is een Amerikaans ex-basketballer die onder meer uitkwam voor de Detroit Pistons en de Sacramento Kings in de NBA. Webber speelde op de power forward-positie. Tijdens zijn carrière was hij 2,08 meter groot en woog hij 111 kg.

## Achtergrond
Webber begon met basketbal spelen in de Detroit Country Day School, waarmee hij diverse kampioenschappen wist te winnen. In 1991 trok hij naar de universiteit van Michigan waar hij samen met onder meer Juwan Howard en Jalen Rose deel uitmaakte van de Michigan Wolverines. Na twee jaar, in welke hij verschillende individuele prijzen gewonnen had, verliet hij Michigan en gaf zichzelf op voor de NBA Draft.

## NBA-carrière

### Golden State Warriors
Webber werd in de draft van 1993 als eerste gekozen door de Orlando Magic. Hij werd echter onmiddellijk geruild aan de Golden State Warriors, waar hij met 17,5 punten en 9,1 rebounds per wedstrijd een uitstekend rookie-seizoen doormaakte. Bovendien geraakten de Warriors na een lange tijd nog eens in de play-offs. Na een langdurig conflict met coach Don Nelson werd Webber echter geruild aan de Washington Wizards (toen nog Washington Bullets).

### Washington Wizards/Bullets
Vanaf 1994 kwam Webber uit voor de Washington Bullets. Daar kwam hij opnieuw samen met zijn eerdere ploegmakker Howard en werd hij in 1997 voor het eerst geselecteerd voor het All-Star team. Ook wist hij zijn team voor het eerst in negen jaar opnieuw in de play-offs te krijgen. In 1998 werd Webber opnieuw geruild, dit keer aan de Sacramento Kings.

### Sacramento Kings
In eerste instantie wilde Webber niet naar de Kings, omdat het team op sportief vlak niet al te beste papieren kon voorleggen. Naast Webber werden er echter ook nog andere aanwervingen gedaan, en alzo groeiden de Kings uit tot een van de betere teams van de NBA. Chris Webber zelf groeide uit tot een van de beste power forwards van de competitie en werd diverse malen geselecteerd voor het All-Star team. Toch was hij ook vaak onderhevig aan blessures. Hij wist met zijn team ook meerdere keren diep door te stoten in de play-offs. Hij bleef bij de Kings tot 2005.

### Philadelphia 76ers
In 2005 ging Webber naar de Philadelphia 76ers, waar hij onder meer naast Allen Iverson kwam te staan. In zijn eerste jaar kon hij zijn team nog naar de play-offs leiden, maar het jaar nadien verloor hij een deel van zijn capaciteiten door een knieoperatie. Hierdoor zette de technische staf hem geregeld op de bank, waardoor Webber opnieuw aanstuurde op een ruil. In het seizoen 2006–2007 speelde Webber in het eerste deel van het seizoen slechts de helft van de wedstrijden, waardoor de media zijn motivatie in twijfel trokken. In januari 2007 beslisten de 76ers om het contract van Webber af te kopen, en hem als free agent te laten gaan.

### Detroit Pistons
Op 16 januari werd Webber opgenomen door de Detroit Pistons. In het verleden had hij al meerdere keren laten uitschijnen dat hij ooit voor het team in zijn geboortestad wilde spelen. De Pistons plukten de vruchten van deze aanwerving en geraakten in de Conference-finale, waar ze evenwel de duimen moesten leggen voor de Cleveland Cavaliers van LeBron James. Na zijn passage bij Detroit geraakte hij niet aan een nieuw contract, waardoor hij het seizoen als free agent moest beginnen. Op het einde van het regulier seizoen kon hij een plaats verzilveren bij de Golden State Warriors, waar hij zijn carrière begon. Toen zij zich niet kwalificeerden voor de play-offs maakte hij bekend dat hij een punt zette achter zijn loopbaan. Momenteel levert hij analyses bij NBA-wedstrijden.